# Pantoporia alceste
Pantoporia alceste är en fjärilsart som beskrevs av Hans Fruhstorfer 1908. Pantoporia alceste ingår i släktet Pantoporia och familjen praktfjärilar. Inga underarter finns listade i Catalogue of Life.